# Diego Narváez Rincón
Diego Narváez Rincón, también conocido como Diego Arnary (Bogotá, 17 de junio de 1980) es un actor y modelo colombiano.

## Biografía

### Estudios y vida personal
Diego Armando Narváez Rincón (también conocido como Diego Arnary) nació en la ciudad de Bogotá. Es el hijo menor de cuatro hermanos y asistió a un colegio católico privado. Cuando tenía diecinueve años trabajó como auxiliar de vuelo para la empresa colombiana de aviación Avianca. Tras su retiro en 2002, inició su diplomado en arte dramático en la escuela de actuación de la maestra Victoria Hernández.
En 2004 emigró a Sídney (Australia), donde asistió al Instituto Nacional de Arte Dramático NIDA y The Actors Centre Australia, continuando así su preparación actoral. 
En 2012 estudió en la ciudad de Miami, FL, con la maestra Adriana Barraza. Ese mismo año se fue a Ciudad de México DF,  donde lo entrenó el maestro Ortos Soyus del Centro de Educación Artística de Televisa CEA.

### Carrera actoral
Inició su carrera como actor en 2003 en la ciudad de Bogotá, en producciones de Telecolombia como expedientes y siguiendo el rastro. Más adelante, trabajó en la popular serie de televisión Padres e hijos, transmitida por el canal Caracol.
Antes de viajar a Australia, trabajó en la comedia Casados con Hijos, producida por el canal Caracol y Sony Entertainment TV. 
Durante sus visitas anuales a su país de origen, actuó en las producciones Por amor (2006) de Telecolombia y Univisión. En 2008 participó en la segunda temporada del reality de televisión australiano The Chopping Block*, episodio número 7, Baja Cantina vs Modena 88, y transmitido por el Canal 9.
Mujeres al límite (2010) de Colombiana de televisión, La Diosa Coronada (2010) y Los Herederos del monte (2011), ambas producidas por RTI y Telemundo Internacional.
En 2012 actuó en las series de Televisa, Como dice el dicho* y la Rosa de Guadalupe. En 2013 formó parte del elenco de la novela El Pecado de Camila* (enlace roto disponible en Internet Archive; véase el historial, la primera versión y la última)., exitoso proyecto en toda Latinoamérica transmitido en El Canal de las Estrellas.
En 2014 apareció como invitado especial en el reality ecuatoriano La Casa del Ritmo, producido por Ecuavisa. En 2017 participó en el reality de televisión colombiano Soldados 1.0 producido por el canal RCN.

### Carrera de Modelaje
En 2008 trabajó con el reconocido cantante Wyclef Jean en el show de apertura de los MTV Awards Australia.
En 2010 protagonizó el vídeo musical Wrong Girl, de la cantautora australiana Dianna Corcoran. La canción fue número uno durante cinco semanas consecutivas en el Australian Country Music Chart. Más adelante, fue escogido por la cantante libanesa Darine Hadchiti para protagonizar el vídeo de su canción Houdourah, videoclip que fue lanzado en el 2011 y transmitido en todos los países del Medio Oriente.
En 2012 trabajó con el fotógrafo Rick Day en Nueva York, para el libro All Players ( Publicado por Bruno Gmünder ) edición 2013. 
En 2013 trabajó con Michael Stokes en Los Ángeles (California), que lo hace famoso con su controversial foto “The Priest“.
Arnary ha sido parte de numerosas campañas fotográficas, comerciales de televisión, portadas y editoriales de revistas y semanas de la moda en Colombia, Australia, España, Reino Unido, Estados Unidos, México, Medio Oriente, Rusia, Canadá y países de Asia.

### Campaña nacional contra el bullying
En 2014 lideró una campaña nacional en contra del bullying llamada Easier Than You Think. La iniciativa obtuvo el apoyo de noticieros a nivel nacional, estaciones de radio y periódicos.

## Filmografía

### Televisión
| Año  | Título                  | Personaje         | Canal              |
| ---- | ----------------------- | ----------------- | ------------------ |
| 2012 | Como dice el dicho      | Jacinto Rodríguez | Las Estrellas      |
| 2011 | Los herederos del Monte | Roberto López     | Telemundo          |
| 2010 | Mujeres al límite       | Miguel Salazar    | Caracol Televisión |
| 2010 | La diosa coronada       | Cliente de Kathy  | Telemundo          |
| 2006 | Por Amor                | Fredy             | Caracol Televisión |
| 2004 | Casados con hijos       | Roberto           | Caracol Televisión |

## Reality
- 2017 - Soldados 1.0 ... Participante
- 2014 - La Casa del Ritmo ... Invitado

## Cine
- 2006 - Á Colombia ... como un tipo en un bar